# Dél-Afrika (régió)
A Dél-Afrika elnevezés az afrikai kontinens déli, viszonylag elkeskenyedő végződését foglalja magába. Fekete-Afrikához tartozik.

## Földrajz
Dél-Afrika megközelítőleg a déli szélesség 10° és 34° között terül el.

### Tájai
- Kalahári-medence: Dél-Afrika központjában helyezkedik el. Mérete 1 000 000 km².
- Kalahári-sivatag: A medence délnyugati részében fekszik. Területe kb. 250 000 km².
- Dél-afrikai-magasföldek: a Kalahári-medencét szegélyezik.
- Alacsonyföld (Low Veld): a Dél-afrikai-magasföldek legalacsonyabb területe.
- Matabele-fennsík vagy Zimbabwe-magasföld: a Kalahári-medence északkeleti határán terül el.
- Transvaal: a Vaal folyótól északra található.
- Búr-magasföld (High Veld): a Kalaháritól keletre fekvő, 1200 m-nél magasabb terület.
- Lesothóföld: a keleti fennsíkok legmagasabb része. Átlagos magassága 2500 m. Itt található Dél-Afrika legmagasabb pontja a Thabana Ntlenyana, amely 3482 m magas.
- Felső-Karru-plató: 1000–1500 m magasságú fennsík. A karru-formáció névadó területe.
- Rodgers- vagy Nagy-lépcső: a Felső-Karru-plató déli végét alkotja.
- Nama-föld: északi része Namíbia, déli része a Dél-afrikai Köztársaság területéhez tartozik. A két részt egymástól az Oranje folyó választja el.
- Damara-föld: Namíbia közepén található.
- Lunda-küszöb: Dél-Afrika északi határa. Kelet–nyugati irányú, 1000 m-nél is magasabb hátság.
- Katanga-hátság
- Bié-fennsík (Bihe-magasföld): Angolában található.
- Inyanga-hegység: Zimbabwéban fekszik. Legmagasabb pontja az Inyangana-hegy, amely 2592 m magas.
- Drakensberg azaz  Sárkány-hegység : kb. 1000 km hosszú hegyvidék, amely a Búr-magasföldet délkeletről határolja és a Baktérítőtől Fokföldig terül el.
- Namib-sivatag : Délkelet-Afrika parti sávja.
- Fokföld : a Fok-hegység, valamint a hozzá tartozó parti medencék és síkságok alkotják.
- Lange-hegység : a parthoz közelebb eső vonulatok.
- Zwarte-hegység : a belső vonulatok.
- Kis-Karru-medence : a Lange- és a Zwarte-hegység közötti terület.
- Rodgers-lépcső : a Fok-hegységtől északra eső terület.
- Nagy-Karru-medence : a Rodgers-lépcső előtti terület.
- Tábla-hegy(wd) : a Tábla-öbölben, Fokváros felett helyezkedik el.

## A területhez tartozó államok
Dél-Afrika tulajdonképpen a Kongó-medence déli peremküszöbein és fennsíkjain kialakult államokból áll.
| Ország                  | Főváros  |
| ----------------------- | -------- |
| Angola                  | Luanda   |
| Botswana                | Gaborone |
| Dél-afrikai Köztársaság | Pretoria |
| Lesotho                 | Maseru   |
| Malawi                  | Lilongwe |
| Mozambik                | Maputo   |
| Namíbia                 | Windhoek |
| Szváziföld              | Mbabane  |
| Zambia                  | Lusaka   |
| Zimbabwe                | Harare   |

Dél-Afrika pontos kiterjedése nincs meghatározva, alkalmanként a következő országokat is Dél-Afrikához sorolják:
- Burundi
- Kongói Demokratikus Köztársaság
- Madagaszkár
- Mauritius
- Réunion
- Ruanda
- Tanzánia

## Gazdaság

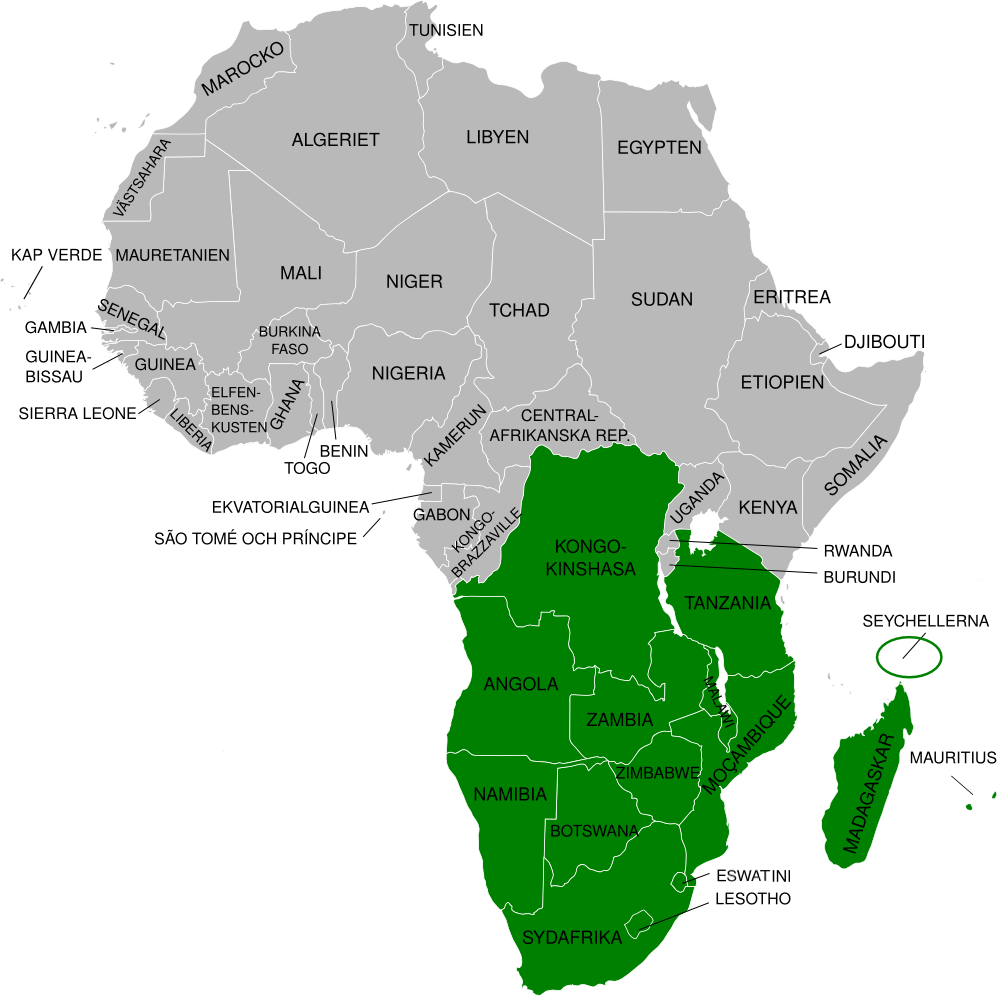
SADC országai

A régió az egész kontinens ásványkincsekben leggazdagabb része, mégis számos politikai, szociális és gazdasági problémával küzd. A Dél-afrikai Fejlesztési Közösség (SADC – South African Development Community) egy regionális szervezet, akik a fenti problémákra próbálnak megoldást találni egy integrációs struktúra kialakításával.